# Crataegus kansuensis
Crataegus kansuensis — вид квіткових рослин із родини трояндових (Rosaceae).

## Біоморфологічна характеристика
Це невелике дерево чи кущ 2.5–8 метрів заввишки, зазвичай колючі; колючок багато, ≈ 0.7–1.5 см. Гілочки зеленувато-червоні, тонкі, голі. Листки: ніжки листків 1.8–2.5 см, голі; пластина широко яйцювата, 4–6 × 3–4 см, низ запушений уздовж жилок пізніше майже голий, верх рідко запушений, основа зрізана або широко клиноподібна, край гострий і подвійно пилчастий, з 5–7 парами неглибоких трикутно-яйцюватих часток, верхівка гостра. Суцвіття — 8–18-квітковий щиток, 3–4 см у діаметрі. Квітки 8–10 мм у діаметрі; чашолистки трикутні, 2–3 мм, обидві поверхні голі; пелюстки білі, майже округлі, 5–6 × 3–4 мм; тичинок 15–20. Яблука червоні чи оранжево-жовті, майже кулясті, 8–10 мм у діаметрі, голі; чашолистки стійкі. Період цвітіння: травень; період плодоношення: липень — вересень.

## Ареал
Зростає у центральній і центрально-східній частині Китаю (Ґаньсу, Ґуйчжоу, Хебей, Шеньсі, Шаньсі, Сичуань).
Населяє змішані ліси, затінені схили, береги потоків; на висотах 1000–3000 метрів.

## Використання
Плоди їдять сирими чи вареними. Плоди використовують у виробництві лікарських препаратів.